# Kalinin K-1
Il Kalinin K-1 era un monoplano ad ala alta di sviluppo e costruzione sovietica. Chiamato anche RVZ-6 dal nome dello stabilimento di produzione, si trattò del primo aereo progettato da Konstantin Alekseevič Kalinin.

## Sviluppo e tecnica
Il progetto del K-1 fu approvato per la produzione nel maggio 1924. Della costruzione fu incaricato un impianto di Kiev, lo Stabilimento di Riparazione Aeronautica n. 6 (Remvozdukhozavod, sigla RVZ), da cui il nome di RVZ-6. La costruzione iniziò nel settembre 1924, e terminò un anno dopo.

Il K-1 fu il primo aereo sovietico ad avere una struttura interna in tubi d'acciaio, senza travi di rinforzo. Per quanto riguarda il rivestimento, quello della parte frontale era in alluminio (inclusa la sezione passeggeri), mentre la coda era in normale tessuto.

La velocità di crociera era di 130 km/h, con quella massima che raggiungeva i 161 km/h. L'aereo necessitava di 120 metri per il decollo e 180 per l'atterraggio, che doveva avvenire ad una velocità non superiore a 70 km/h.

Per quanto riguarda la velocità di salita, il K-1 era in grado di raggiungere:
- 1 000 metri in 12,3 minuti;
- 2 000 metri in 30 minuti;
- 3 000 metri in 75 minuti.

## Utilizzo
Nel 1925, il K-1 fu sottoposto ad una serie di test di accettazione da parte delle autorità. Durante questi esami, si decise di sostituire il motore Salmson da 170 hp con un BMW-IV da 240 hp. Trovato soddisfacente fu ordinata la produzione in serie e l'aereo entrò in servizio dalla flotta aerea civile.

Contemporaneamente, si decise di continuare lo sviluppo del velivolo, e per questa ragione furono messe a disposizione di Kalinin le officine Ukrvozdukhput (linee aeree ucraine), che furono in seguito rinominate GROS (Grazhdanskoe Opytnoe Samoliotostroenie, ovvero Officine Aeronautiche Sperimentali Civili).

A partire dal K-1, vennero sviluppati i Kalinin K-2, K-3 e K-4.